# الهجمات الإلكترونية على أوكرانيا 2017
الهجمات الإلكترونية على أوكرانيا بدأت سلسلة الهجمات الإلكترونية القوية باستخدام البرمجيات الخبيثة بيتيا في 27 يونيو 2017 ضد مواقع أوكرانية، استهدفت الهجمات بنوك ووزارات وصحف وشركات كهرباء. أُبلغ فيما بعد عن هجمات مماثلة في فرنسا وألمانيا وإيطاليا وبولندا وروسيا والمملكة المتحدة والولايات المتحدة. قدرت شركة أمن تكنولوجيا المعلومات إسيت في 28 يونيو 2017 أن 80٪ من مجموع الهجمات وقعت في أوكرانيا، وجاءت ألمانيا في المرتبة الثانية كأكثر الدول تضررًا بحوالي 9٪ من الهجمات. في 28 يونيو 2017 ذكرت الحكومة الأوكرانية أن الهجمات الإلكترونية قد توقفت.

## الهجوم
خلال الهجوم الإلكتروني كان نظام مراقبة الإشعاع في مفاعل تشرنوبل للطاقة النووية في أوكرانيا غير متصل، وقد تأثرت العديد من الوزارات الأوكرانية والمصارف ونظم المترو والشركات المملوكة للدولة (مطار بوريسبيل الدولي، أوكرتيليكوم، أوكربوشتا، بنك الادخار الحكومي الأوكراني، السكك الحديدية الأوكرانية). في أجهزة الكمبيوتر المصابة، تم الكتابة فوق ملفات الكمبيوتر الهامة وبالتالي تضررت بشكل دائم، على الرغم من عرض رسالة على البرامج الضارة للمستخدمين يشير إلى أن جميع الملفات يمكن استردادها بأمان وسهولة من خلال تلبية مطالب المهاجمين، وطلب دفع المبلغ المطلوب بالعملة بيتكوين.
لوحظ أن الهجوم الإلكتروني على الأرجح يهدف إلى شل عمل الدولة الأوكرانية وليس لأسباب مالية. جاء الهجوم عشية يوم العطلة الرسمية الأوكرانية احتفالًا بالذكرى السنوية لموافقة البرلمان الأوكراني على دستور أوكرانيا في 28 يونيو 1996. معظم المكاتب الحكومية كانت خالية، مما سمح للهجوم السيبراني في الانتشار دون أي تدخل ضده. لاحظ بعض خبراء الأمن الإلكتروني تشارك في محو الأقراص الصلبة المتضررة بدلا من تشفيرها لهم، والتي من شأنها أن تكون كارثة كبيرة للشركات المتضررة من الهجمات الإلكترونية.
قبل وقت قصير من بدء الهجوم الإلكتروني، أُفيد بأن ضابطًا في المخابرات ورئيس وحدة القوات الخاصة ماكسيم شابوفال قد اغتيل في كييف بسيارة مفخخة. المستشار السابق للحكومة في جورجيا ومولدوفا مولي ك. ماكو صرح باعتقاده أن هذا الاغتيال كان مرتبطًا بالهجوم الإلكتروني.
في 28 يونيو 2017 ذكرت الحكومة الأوكرانية أن الهجوم قد توقف، وقالت: إن الوضع تحت السيطرة الكاملة لأخصائيي الأمن السيبراني، وهم يعملون الآن على استعادة البيانات المفقودة. في 30 يونيو قالت خدمة أمن أوكرانيا أنها استولت على المعدات التي استخدمت لإطلاق الهجوم الإلكتروني، والذي تزعم أنها تنتمي إلى عملاء روس مسؤولين عن شن الهجوم.

## ردود الفعل
زعم سكرتير مجلس الأمن والدفاع الوطني الأوكراني ألكساندر تورتشينوف أن هناك علامات على تورط روسي في الهجوم الإلكتروني الذي وقع في 27 يونيو، إلا أنه لم يقدم أي دليل مباشر على التورط الروسي. نفى المسؤولون الروس أي تورط لهم في الهجمات، ووصفوا مزاعم أوكرانيا بأنها اتهامات شاملة لا أساس لها.
تعهد الأمين العام لمنظمة حلف شمال الأطلسي ينس ستولتنبرغ في 28 يونيو 2017 بأن يواصل الناتو دعمه لأوكرانيا لتعزيز الدفاع السيبراني.

## وصلات خارجية
- كيف أصبحت الدولة بأكملها مختبر لاختبار روسيا في الحرب السيبرانية (مقالة بالإنجليزية)